# جان آرب

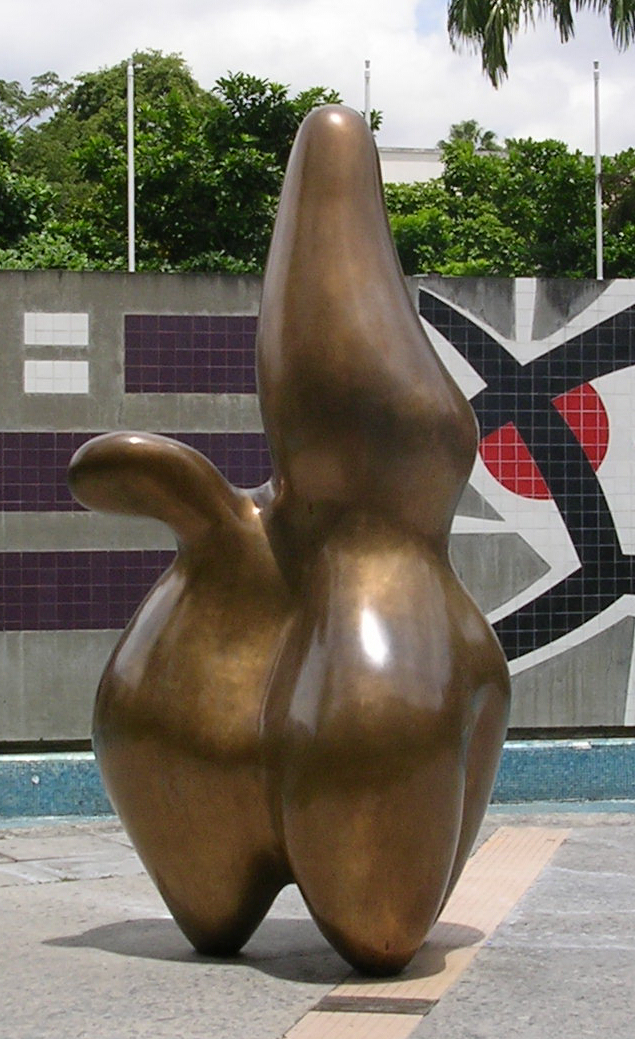
أحد منحوتات جان آرب

جان آرب أو هانز آرب (Jean Arp أو Hans Arp) (ولد 1886 - توفي 1966) هو رسّام ونحّات وشاعر فرنسي ألماني شهير. ولد آرب لأم ٍ فرنسية وأب ألماني، وقد كان يسمي نفسه جان آرب عندما يتحدث بالفرنسية بينما كان يستخدم اسم هانز آرب عند الحديث بالألمانية. عندما اندلعت الحرب العالمية الأولى لجأ جان آرب إلى زيوريخ، وفيها شارك في تأسيس مدرسة الفن والأدب التي عرفت بالدادية Dadaism، وعام 1924 ذهب إلى فرنسا حيث برز اسمه كأحد فناني المدرسة السريالية. من أعمال آرب المنحوتة غانيميد Ganimede والتي أنجزها عام 1959.

## حياته
ولد آرب في مدينة ستراسبورغ الفرنسية، ودرس في أكاديمية فايمار، ثم انتقل عام 1908 إِلى أكاديمية جوليان في باريس، وسافر بعد ذلك إِلى سويسرا. وفي عام 1912 اتصل بالفنان الروسي فاسيلي كاندينسكي في ميونيخ وتهيأت له فرصة المشاركة في المعرض المهم لجماعة الفارس الأزرق.
في العام التالي قام بعرض أعماله إِلى جانب التعبيريين الرئيسيين في معرض الخريف الأول بإِشراف هيروارث والدين الذي كان قد نشر في مجلته رسوماً غريبة لآرب هي أشكال إِنسانية مؤلفة من خطوط متموجة. وفي عام 1914 اجتمع في باريس بعدد من كبار الفنانين، ولكن الحرب أعادته إِلى سويسرا حيث عرض أول أعماله التجريدية المبنية عموماً على خطوط مستقيمة. ولكنه سرعان ما تحول إِلى إِنتاج الأشياء التي يتبناها عن طريق المصادفة ويخرجها أشكالاً غريبة لا معقولة محطمة أو ممزقة، وبذلك كان مبشراً بحركة الدادية التي أسسها فعلاً في أوائل عام 1916 بالاشتراك مع آخرين. في هذه الأثناء تعرف إِلى الفنانة السويسرية صوفي توبير وأصبحا فيما بعد زوجين، وقد تأثر بفنها، وأنتجا سوية الأعمال الملصقة الهندسية التشكيل.
وفي عام 1919 عرض أعمالاً دادية مع ماكس إرنست في مدينة كولن. وقد تعاون فيما بعد مع إل ليسيتزكي في نشر كتاب النزعات في الفن، وانضم إِلى جماعة السريالية ثم إِلى جماعة الدائرة والمربع ثم جماعة التجريد - الإبداع. وكان يقوم في الوقت ذاته بنشر قصائده. وقد أنتج أعمالاً نفذها بالحبال، والأوراق الممزقة، وأخرج منحوتاته الأولى «المحجّمة» التي اكتمل فيها أسلوبه اللين الصريح الذي وفر له شهرته العالمية. وفي عام 1943 فقد زوجته. وبعد نهاية الحرب أقيمت له عدة معارض في نيويورك ونشرت له مجموعات شعرية بالفرنسية والإنجليزية والألمانية. وفي عام 1953 كلف القيام بمنحوتة جدارية ضخمة من البرونز في المدينة الجامعية في كاراكاس الفنزويلية سماها «الراعي والغيوم».

## روابط خارجية
- جان آرب على موقع IMDb (الإنجليزية)
- جان آرب على موقع الموسوعة البريطانية (الإنجليزية)
- جان آرب على موقع مونزينجر (الألمانية)
- جان آرب على موقع ميوزك برينز (الإنجليزية)
- جان آرب على موقع إن إن دي بي (الإنجليزية)
- جان آرب على موقع ديسكوغز (الإنجليزية)